# Liste der Fließgewässer im Flusssystem Kinzig (Main)

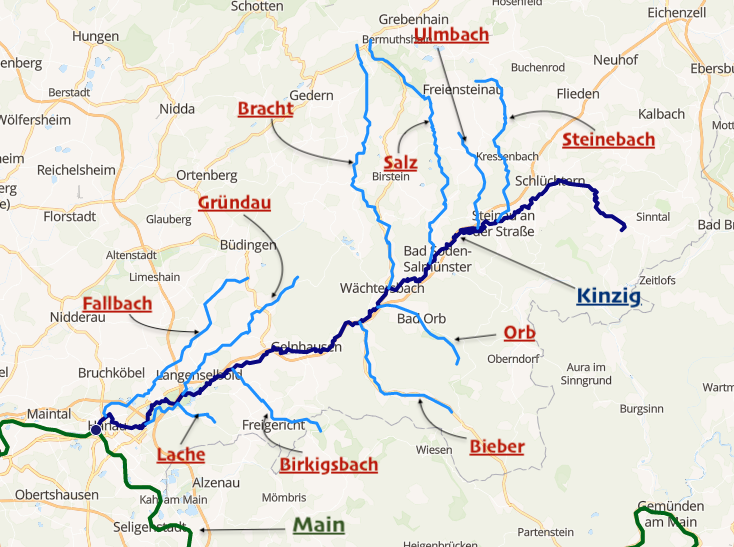
Das Einzugsgebiet der Kinzig (interaktive Karte)

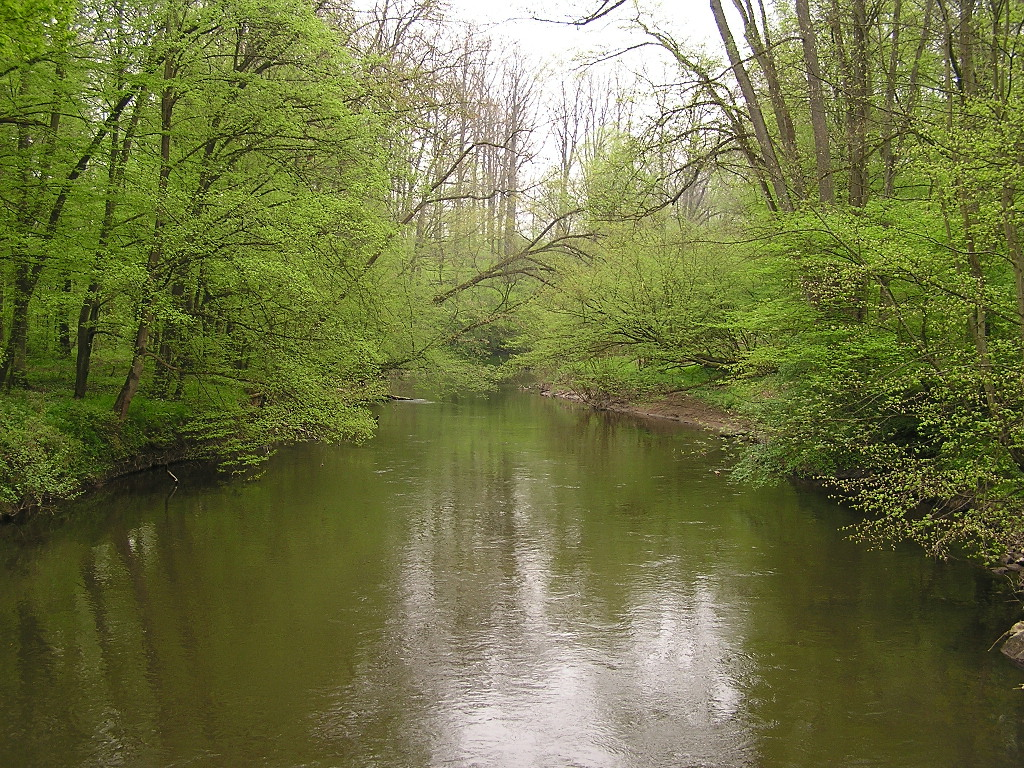
Die Kinzig

Die Liste der Fließgewässer im Flusssystem Kinzig umfasst alle direkten und indirekten Zuflüsse der Kinzig, soweit sie namentlich auf der Topographischen Karte 1:25 000 Hessen (DK 25) oder im Kartenservicesystem des Hessischen Landesamts für Naturschutz, Umwelt und Geologie (HLNUG) WRRL in Hessen aufgeführt werden. Andere Quellwerke werden separat in den Einzelnachweisen dokumentiert. Namenlose Zuläufe und Abzweigungen werden nicht berücksichtigt. Wenn sich der Gewässername nach dem Zusammenfluss zweier Gewässerabschnitte ändert, werden die beiden Zuflüsse als Quellzuflüsse separat angeführt, ansonsten erscheint der Teilbereichsname in Klammern. Die Längenangaben werden auf eine Nachkommastelle gerundet. Die Fließgewässer werden jeweils flussabwärts aufgeführt. Die orografische Richtungsangabe bezieht sich auf das direkt übergeordnete Gewässer.

## Kinzig
Die Kinzig ist ein 86 Kilometer langer rechter Zufluss des Mains in Hessen. Das Einzugsgebiet der Kinzig beträgt 1058 Quadratkilometer. Wichtigste Nebenflüsse (> 10 Kilometer) sind der Steinebach, der Ulmbach, die Salz, die Bracht, die Orb, die Bieber, der Birkigsbach, die Gründau, die Lache und der Fallbach.

## Zuflüsse

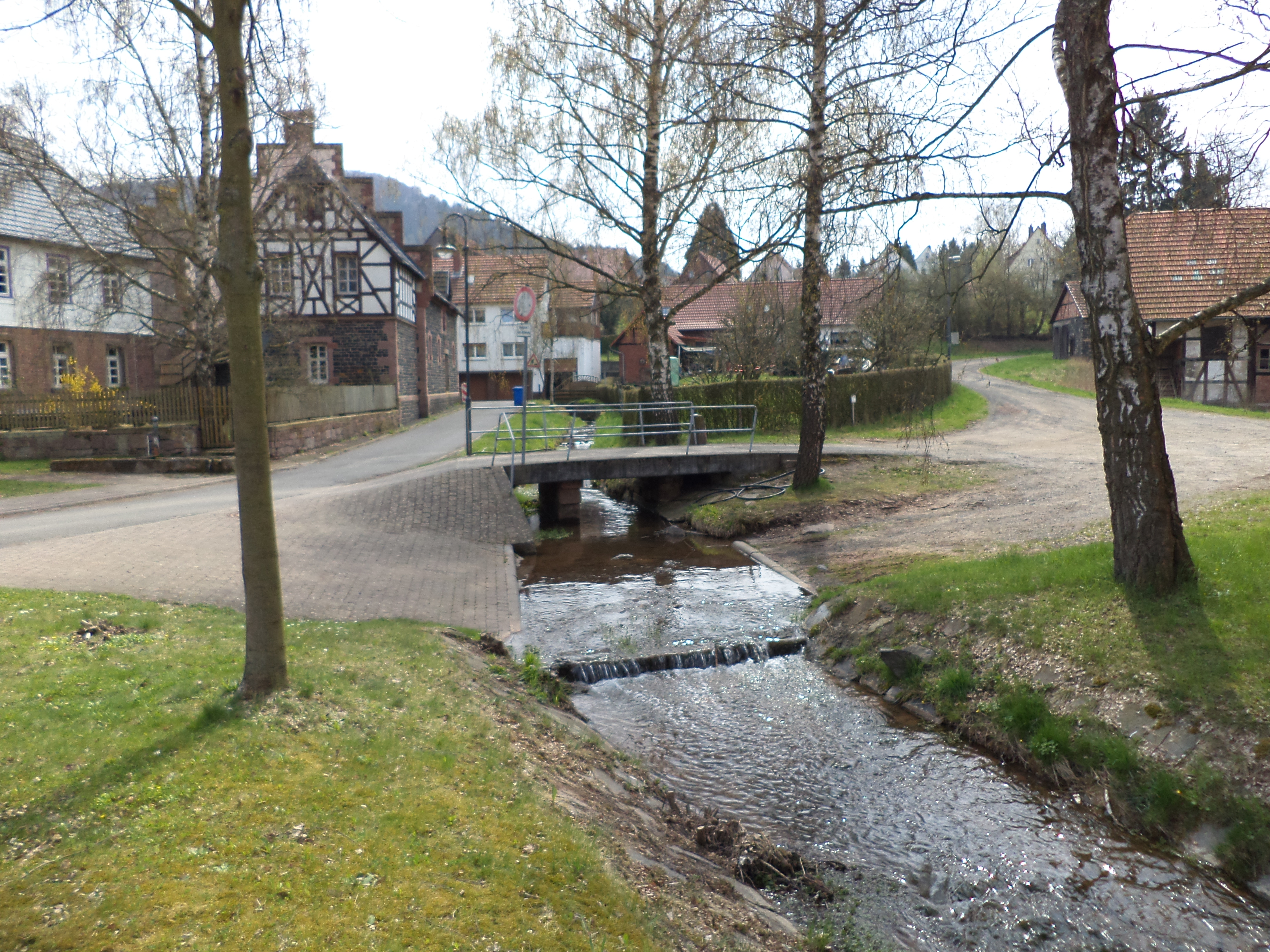
Das Ramholzer Wasser

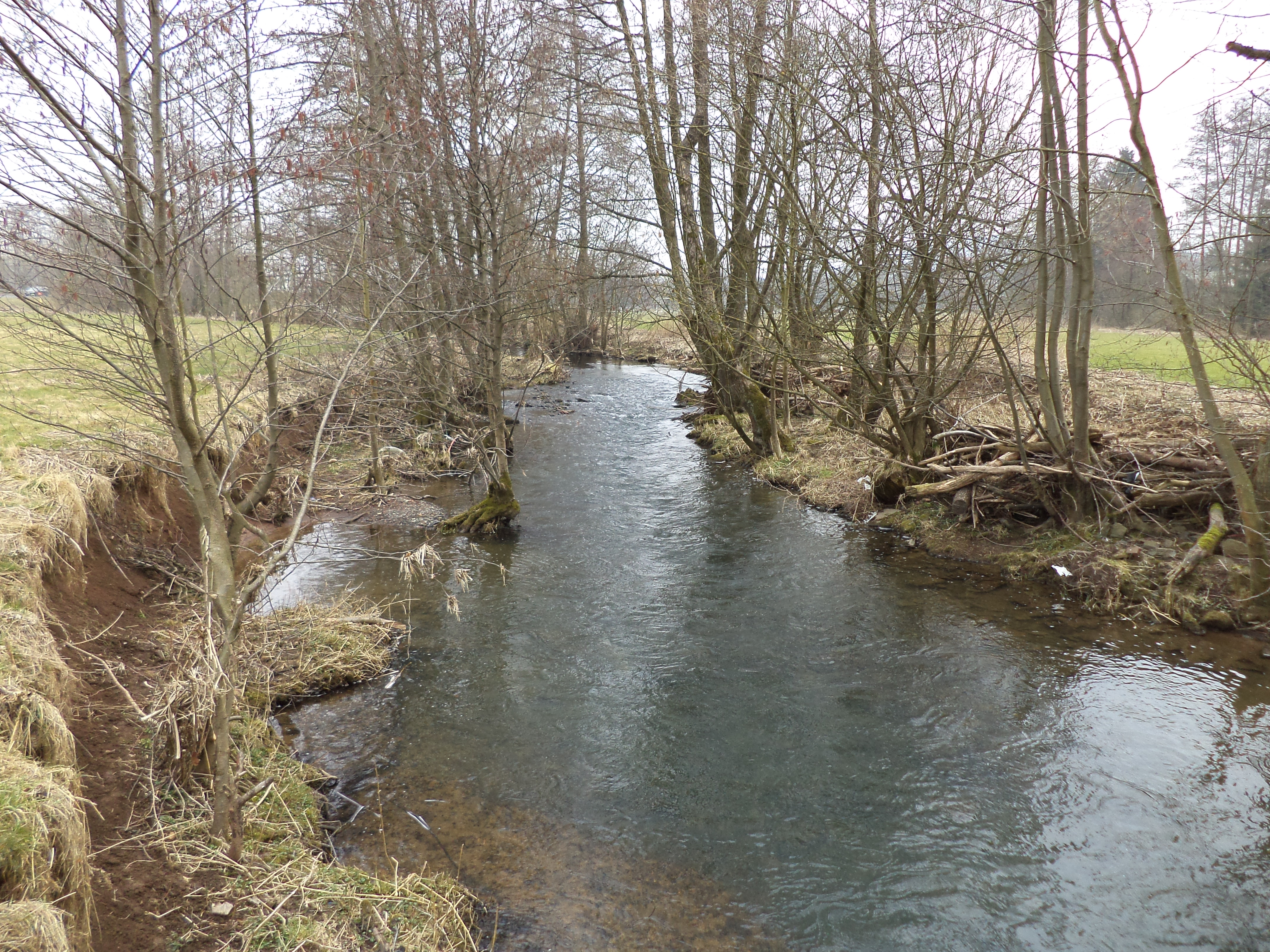
Der Steinebach

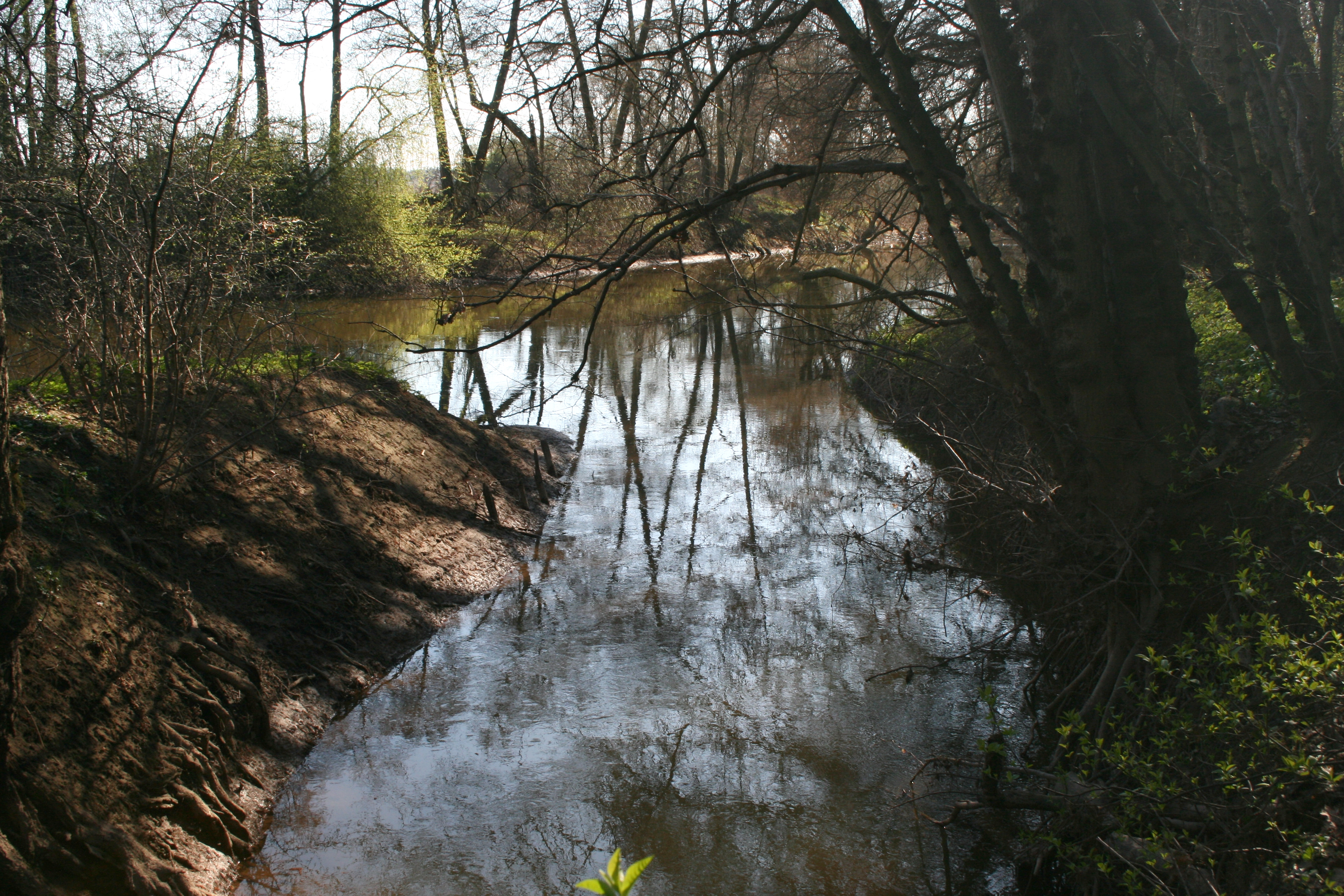
Die Gründau

Direkte und indirekte Zuflüsse der Kinzig mit Mündungsorten und Länge
 Kinzigquelle (400 m ü. NHN)
- Seemebach[2] [GKZ 24781112] (rechts), Sinntal-Sterbfritz, 1,2 km
- Wolperbach (links), Sinntal-Sterbfritz, 2,9 km
  - Rettgrundgraben (rechts), 1,2 km
  - Galgengraben[3] (Armesbach[4]) [GKZ 247811144] (rechts), 0,6 km
- Erbachsgraben[2] [GKZ 247811314] (rechts), 1,0 km
- Hofwiesengraben[2] (links), 0,4 km[5]
- Hadelsbach[2] [GKZ 247811318] (links), 1,0 km
- Bornhäuschengraben[6] (links)
  - Heegstrauchgraben[2] (links), 0,3 km[5]
- Ramholzer Wasser (rechts), Schlüchtern-Vollmerz, 4,3 km
- Grennelbach (rechts), Schlüchtern-Vollmerz, 5,7 km
- Tiefenbach (links)[3] [GKZ 24781172], 1,2 km
- Ahlersbach (links), Schlüchtern-Herolz, 5,5 km
  - Lietebach (links), 0,7 km

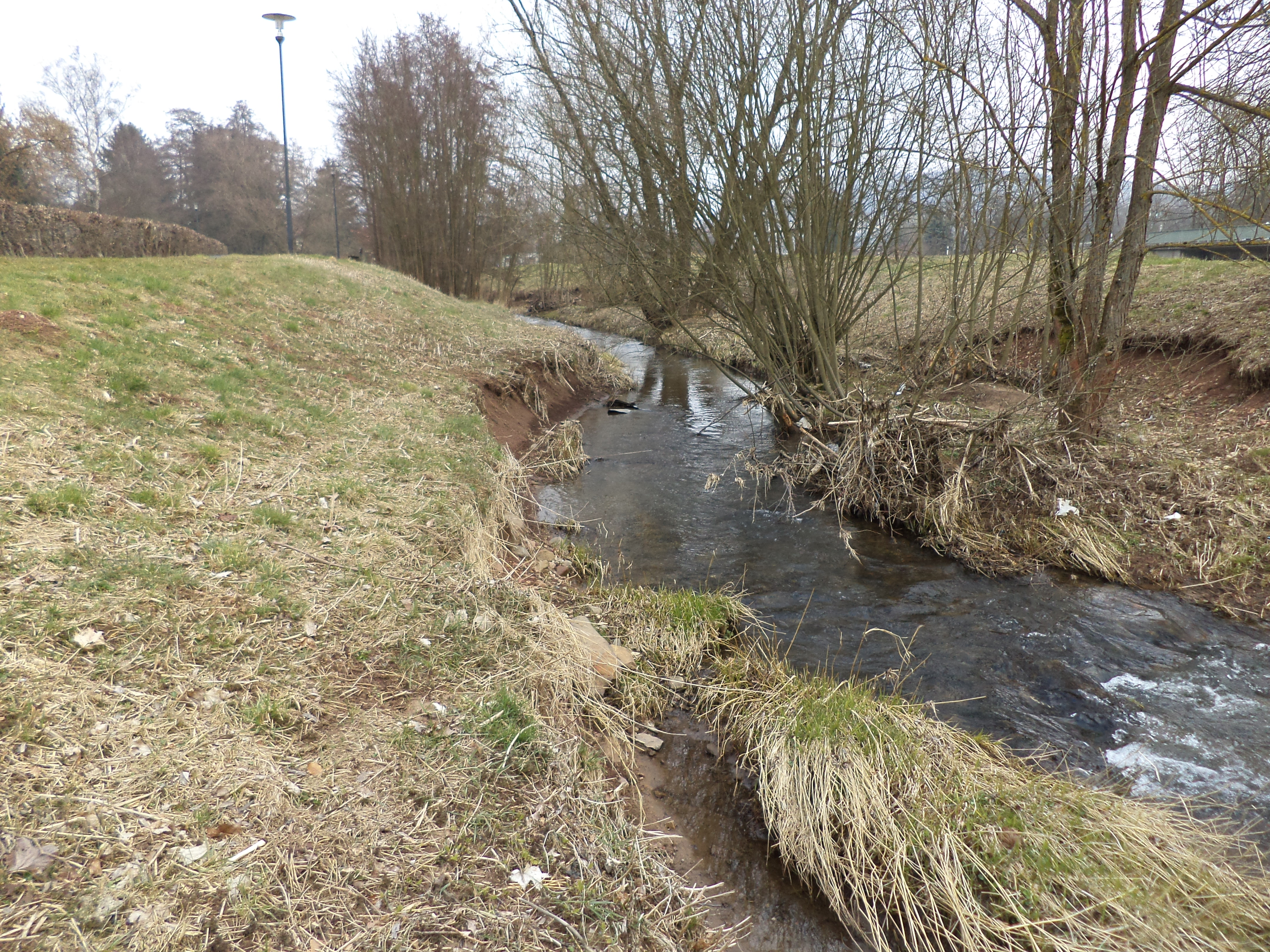
Der Elmbach

- Elmbach (rechts), Schlüchtern, 9,4 km
  - Weichersbach'[7] [GKZ 24781216] (rechts), 1,8 km
  - Eckelsbach (rechts), 2,0 km
  - Schwarzbach (links), 11,5 km
    - Weissbach (links), 4,6 km
    - Mausbach [GKZ 24781249922] (rechts), 1,3 km
- Riedbach (Mordgraben) (rechts), Schlüchtern, 5,8 km
  - Mordgraben (linker Quellbach), 3,1 km
  - Hermesbach (rechter Quellbach)
    - Mätschbach (linker Quellbach)
    - Kohlgrubenwasser (rechter Quellbach)

  - Hagerwasser (rechts), 3,3 km
- Auerbach (links), Schlüchtern-Niederzell, 5,3 km
- Ahlersbach (links), Niederzell / Steinau an der Straße, 4,6 km
  - Erlenbach (Ellerbach[A 1]) (links), 4,2 km
    - Brahme (rechts), 1,4 km

- Steinebach (Steinaubach[A 1]) (rechts), Steinau an der Straße, 23,2 km
  - Kieselwasser (rechts)
  - Weihrichwasser (rechts)
  - Rossbach (links)
  - Schoppenwasser (links)
  - Elkerswasser (links)
  - Ürzeller Wasser (Steinaubach[A 2]) (rechts), 4,5 km mit Steinabach 7,9 km
    - Steinbach (linker Quellbach[A 3]), 3,4 km
    - Rötlingsbach (rechter Quellbach), 1,8 km
      - Wöllbach (rechts), 2,8 km

  - Kressenbach (links), 3,1 km
- Sennelsbach (links), Steinau an der Straße, 3,8 km
  - Schwarze Rolle (links), 1,9 km
- Hellgraben (links), Steinau an der Straße, 5,5 km

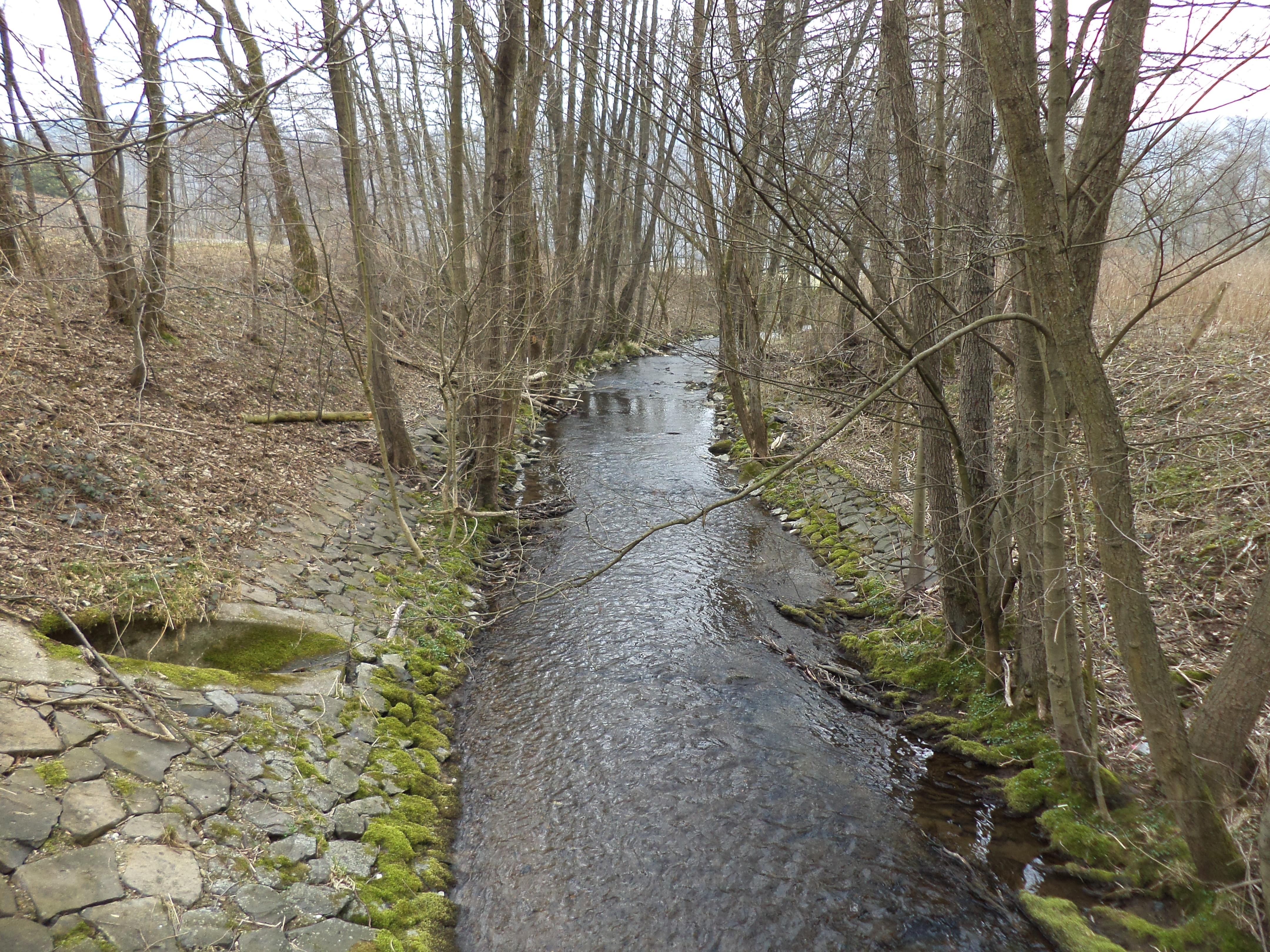
Der Ulmbach

- Ulmbach (rechts), Steinau an der Straße-Marborn, 13,4 km
  - Weihergraben (links)
- Auerbach[A 4] (links), Bad Soden-Salmünster-Ahl, 4,1 km
  - Happelsgraben (links) 1,2 km

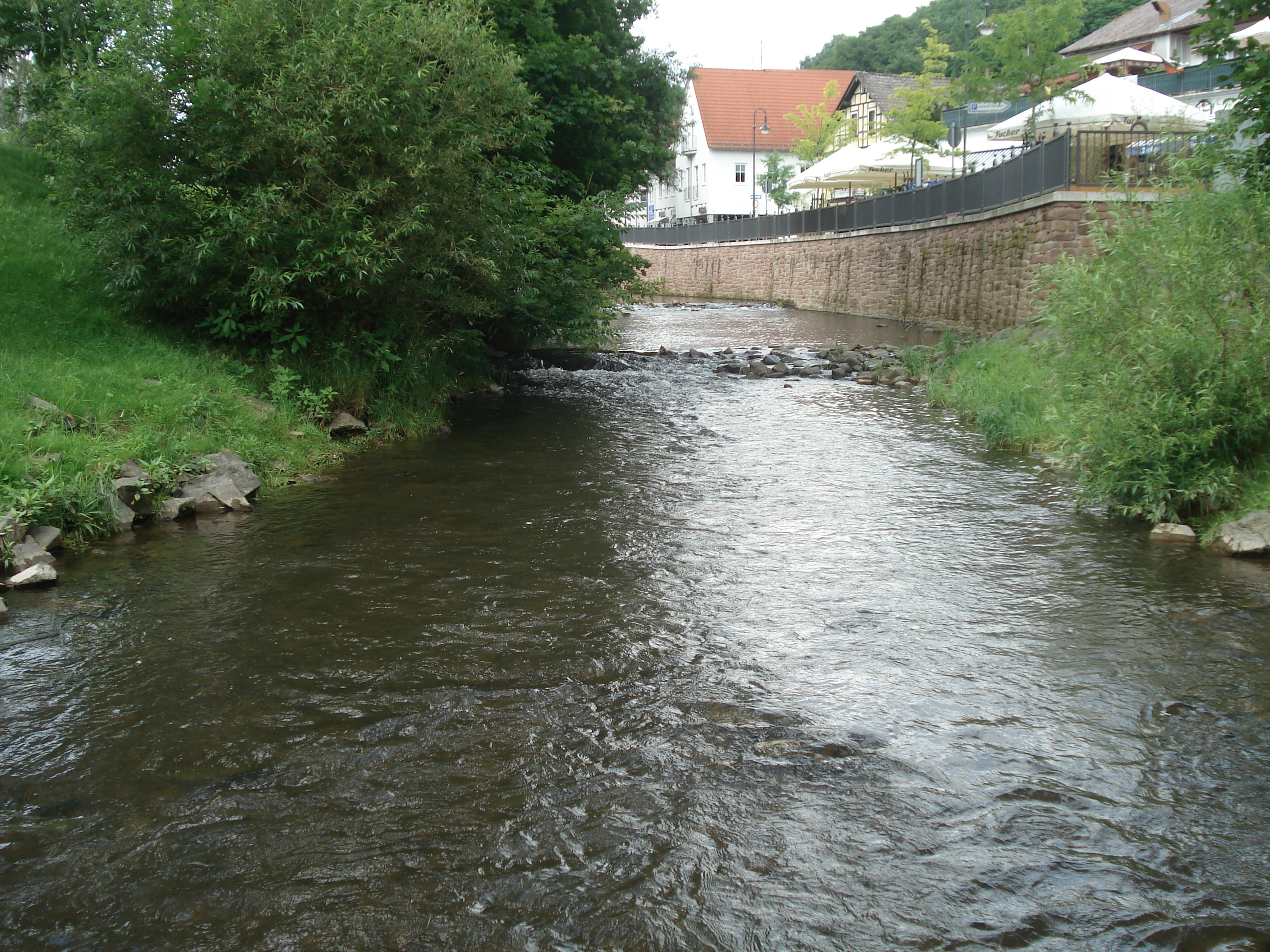
Die Salz

- Salz (rechts), Bad Soden-Salmünster, 29,7 km
  - Salzbach (rechter Quellbach)
    - Sälzer Wasser (links)

  - Salzbach (linker Quellbach)
  - Engelbach (links)
  - Fahrbach (links)
  - Wald- u. Waschweiherbach (rechts), 0,4 km (mit Waschweiherbach 2,6 km)
    - Waldbach (linke Quellbach), 1,2 km
    - Waschweiherbach[A 5] (rechte Quellbach), 2,2 km

  - Stubbach (links), 4,9 km
- Klingbach (links), Bad Soden-Salmünster, 8,6 km
  - Haselsgraben (rechts), 0,8 km
  - Zimmergraben (rechts), 1,4 km
  - Totenblocksgraben (rechts), 1,5 km

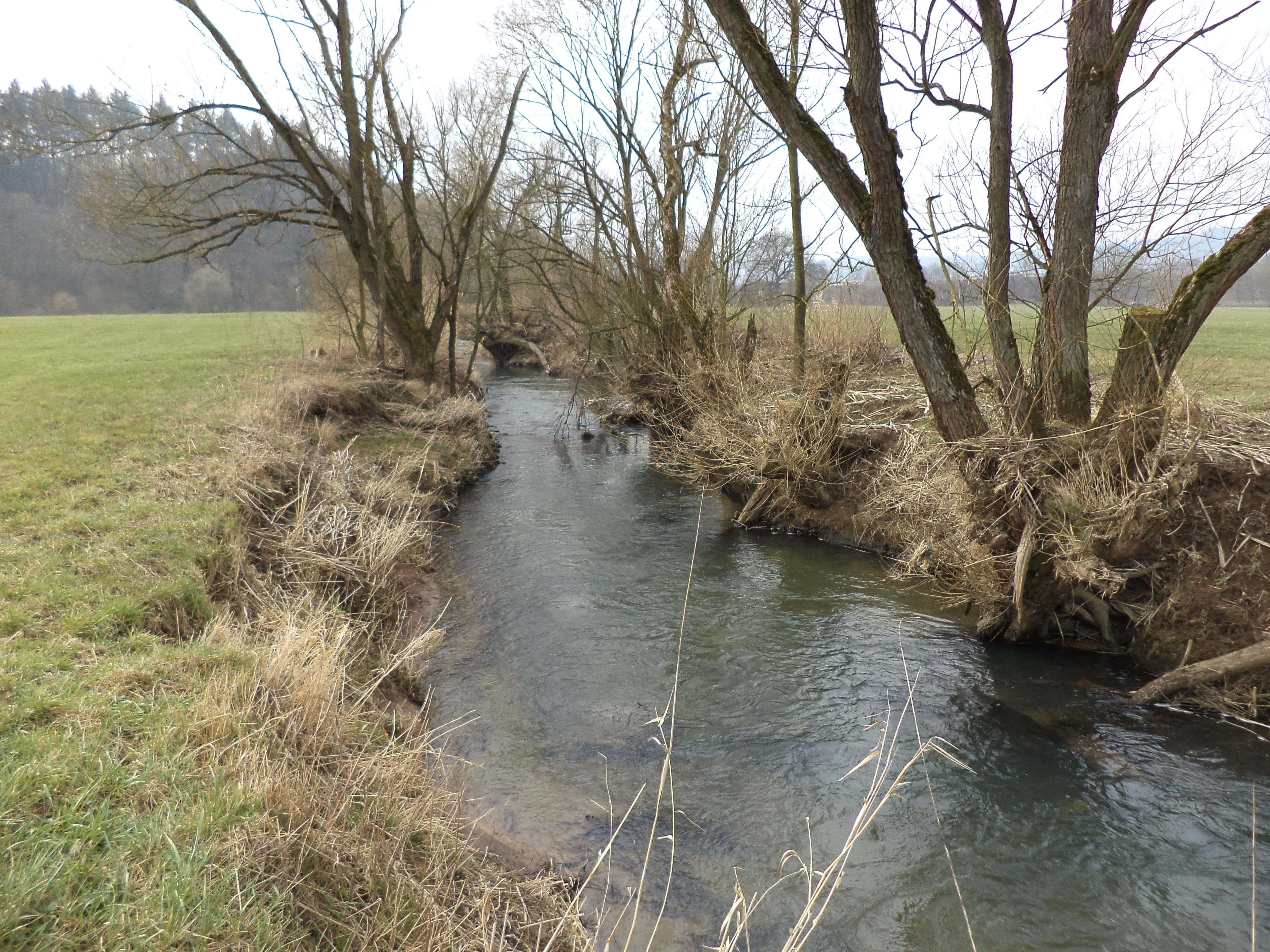
Die Bracht

  - Schwarzer Graben (links), 1,8 km
  - Heidegraben (rechts), 1,0 km
  - Hirschbach (links), 2,4 km

- Bracht (Hundsbach[A 6] Horstbach[A 7]) (rechts), Wächtersbach, 31,5 km
  - Streitberger Geißegrundbach (rechts), 3,4 km
  - Spielberger Graben (rechts), 1,6 km
  - Reichenbach (links), 11,5 km
    - Wälzbach[8] (links), 1,7 km
    - Rombach (rechts), 2,6 km
    - Walzbach (links), 0,9 km
    - Riedbach (rechts), 12,0 km
      - Steinbach (rechts), 1,8 km
      - Steinbach (links), 2,5 km
      - Fischborn (links), 4,7 km
      - Riedbach[9] (rechts), 1,0 km

    - Sotzbach (links), 7,1 km
      - Struthbach (links), 3,4 km
      - Krötenbach (links), 3,7 km
- Teufelsgraben (rechts), Wächtersbach, 6,0 km
  - Rudelbach (rechts)

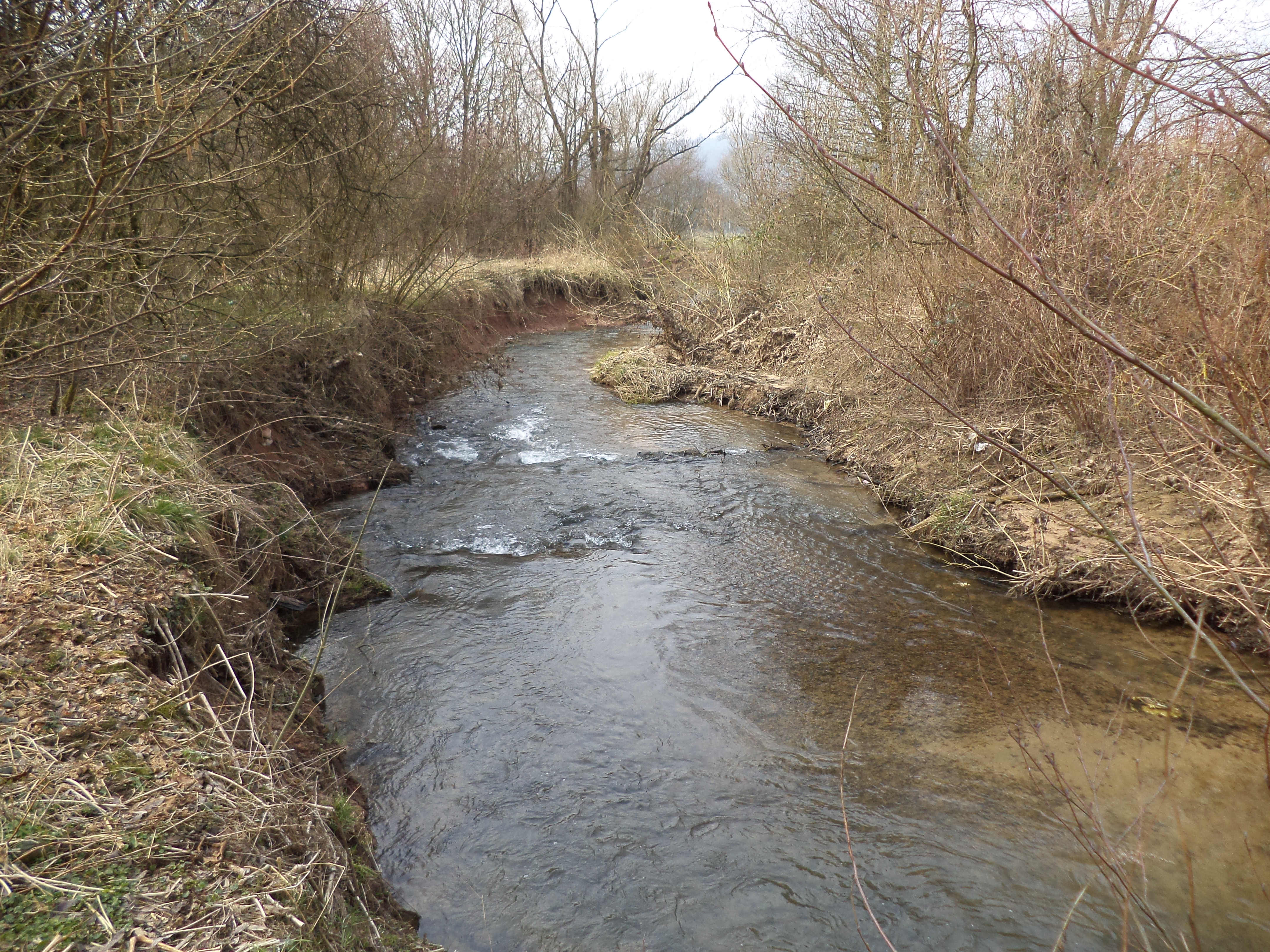
Die Orb

- Orb (links), Wächtersbach, 11,0 km
  - Hasel (Haselbach) (rechts), 4,9 km
  - Leimbach (links), 1,7 km
- Mittbach (rechts), Wächtersbach, 3,5 km
- Hirschbach (links), Biebergemünd-Wirtheim, 4,9 km

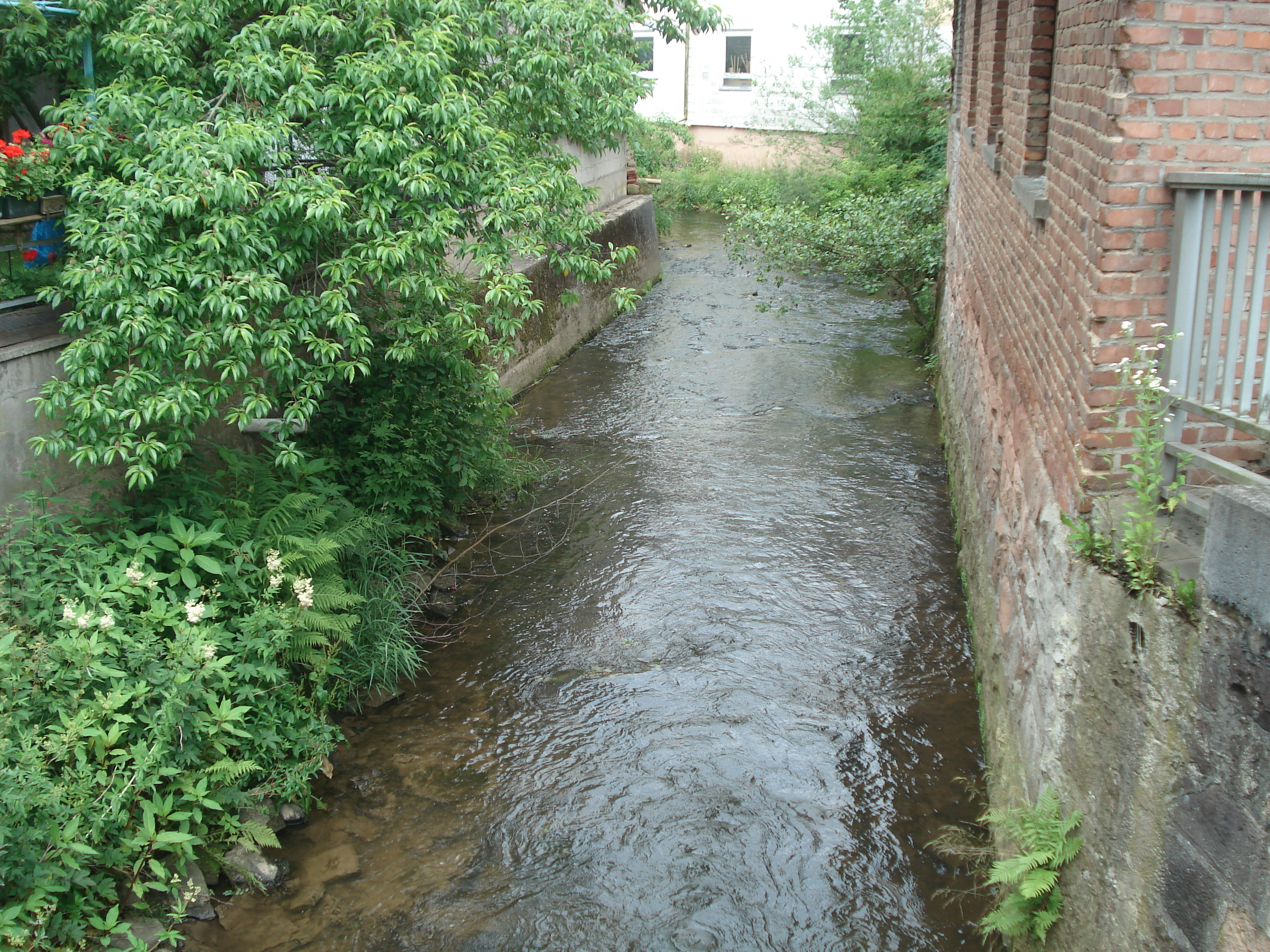
Die Bieber

- Bieber (links), Biebergemünd-Wirtheim, 16,8 km
  - Obermüllerbach[10] (rechts) 0,3 km
  - Haßbach[11] (links) 1,1 km
  - Untermüllerbach[11] (rechts) 1,0 km
  - Sellbach[11] (rechts) 0,8 km
  - Elsebach (rechts) 0,5 km
  - Büchelbach[11] (rechts) 1,0 km
  - Schwarzbach (links), 3,4 km
  - Großer Roßbach (links), 2,6 km
  - Kleiner Roßbach (links), 2,0 km
  - Lützelbach (links), 5,8 km
  - Kasselbach (rechts), 6,9 km
    - Lämmerbach[11] (rechts), 2,0 km

  - Haitzbach (links), 1,9 km
- Würgebach (rechts), Gelnhausen-Haitz, 3,0 km
  - Eschengraben (links), 0,7 km
- Haßelbach[A 8] (links), Gelnhausen / Linsengericht-Altenhaßlau, 4,9 km
  - Schindgraben[2] (links), 0,4 km[12]
  - Tiefe Graben[2] [GKZ 247855342] (links), 1,0 km

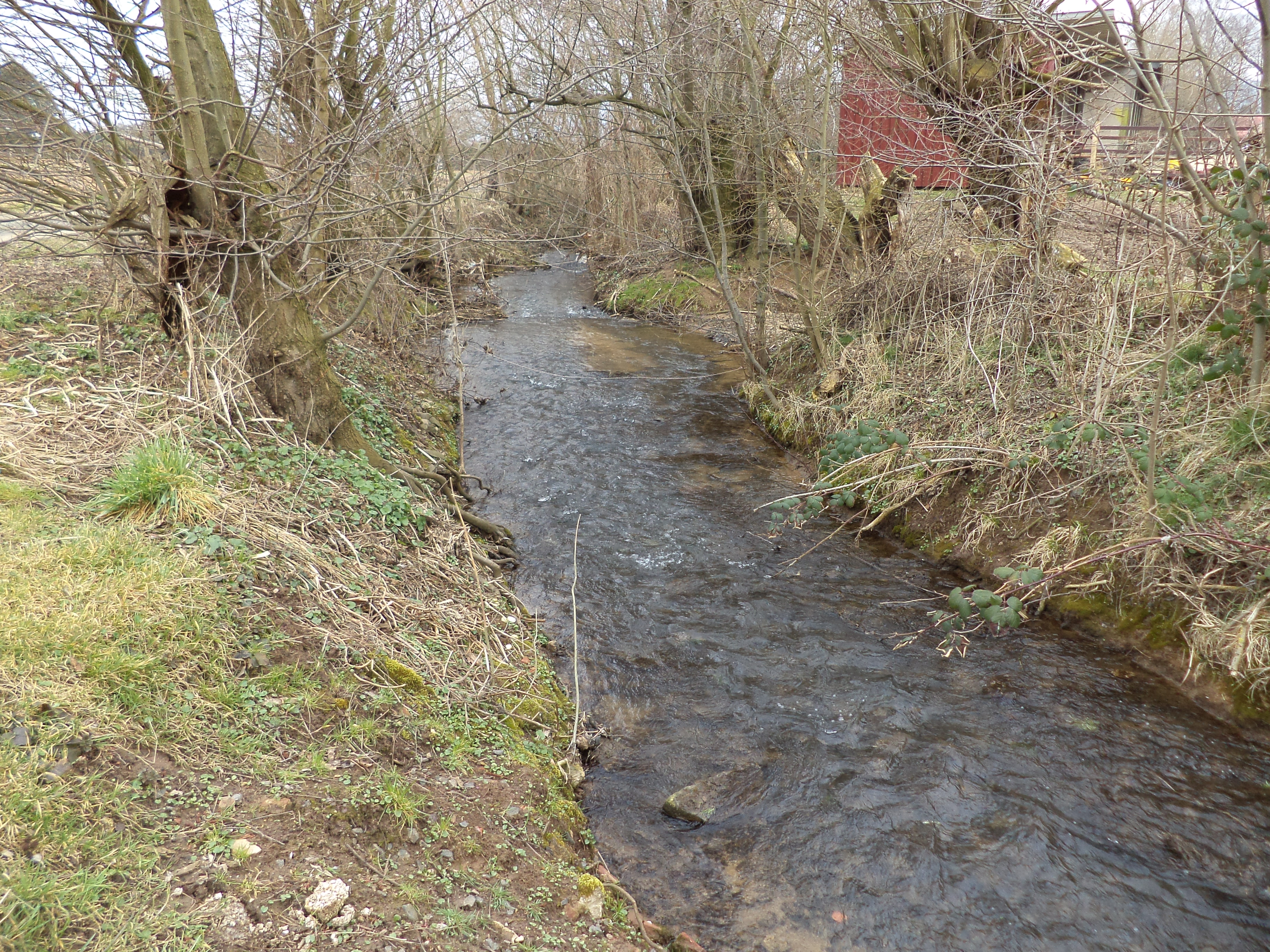
Der Schandelbach

- Schandelbach (links), Gelnhausen, 5,3 km
  - Lochgraben (rechts), 2,5 km
  - Brühlgraben (Brühlsgraben), (rechts), 4,6 km
    - Krötenbach (rechts), 1,2 km

  - Eichelbach (rechts), 3,7 km
- Lindengraben (rechts), Gründau-Lieblos, 3,0 km

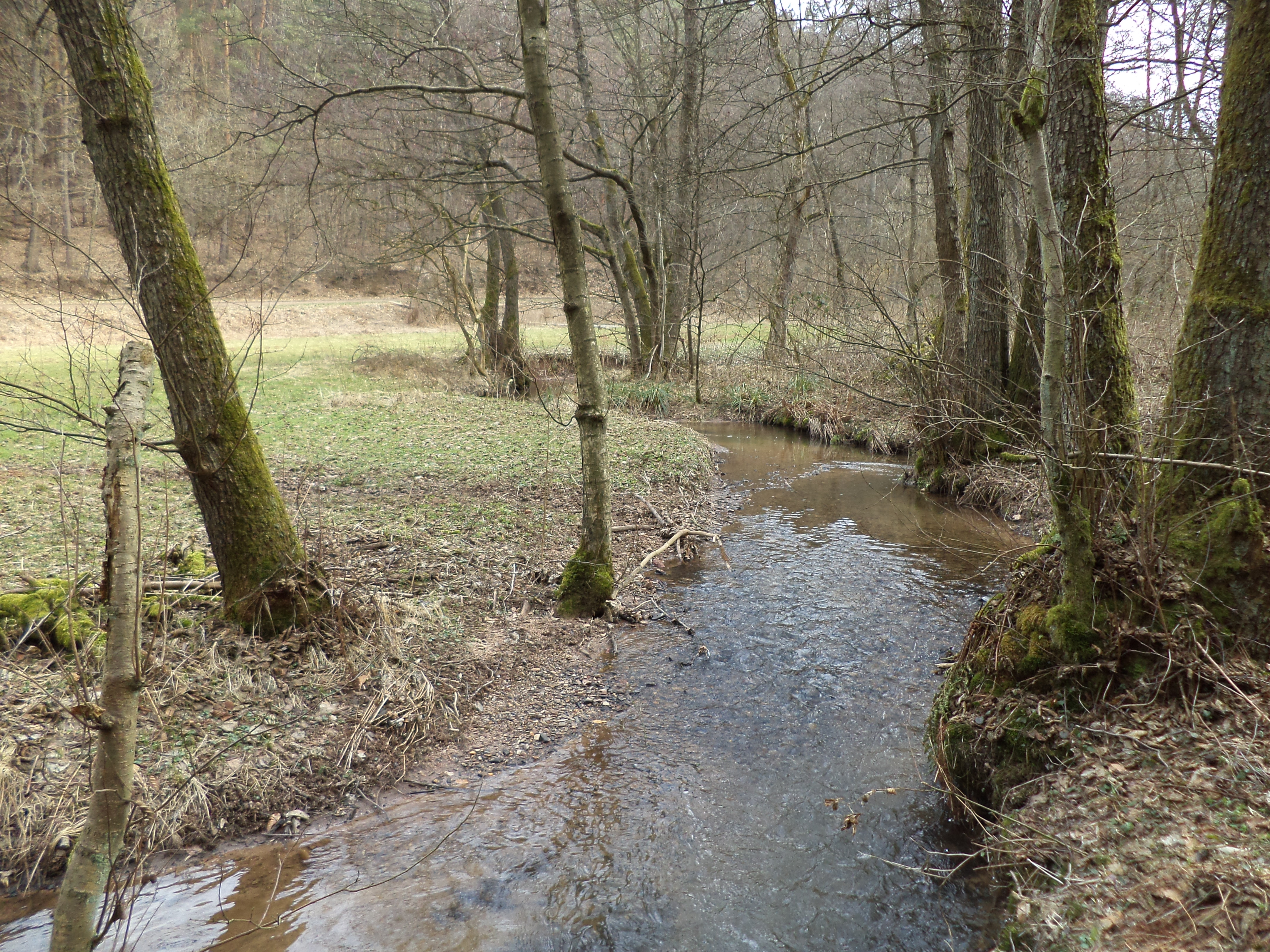
Der Näßlichbach

- Birkigsbach[A 9] (Näßlichbach[A 1]) (links), Hasselroth-Niedermittlau / -Neuenhaßlau, 12,8 km
  - Weihergraben (links), 0,9 km
  - Budemichgraben (links), 1,5 km
  - Krötenbach (rechts), 3,3 km
  - Schnellmichbach (Schnellbach) (links), 2,6 km
  - Weismichsbach (rechts), 3,3 km[A 10]
    - Landersgraben[13] (links)
    - Wingertsbach (links)
      - Backesbach (links)
        - Graben an der Judengasse (links)
          - Graben am Veronikaweg(rechts)
- Hasselbach (Häßler-Bach, Bimmingsbach[A 1]) (links), Langenselbold, 9,5 km
  - Dilgertsbach[A 11] (links), 1,1 km
  - Dilgertsbach[A 12] (links), 0,6 km
  - Dilgertsbach[A 13] (links), 1,9 km
  - Galgenbach[13][A 14] (links), 2,5 km
    - Leichtersbach[A 15] (links), 1,2 km

  - Weilbach (links) 2,2 km
  - Neuhasselbach[9] (Hasselbach[14]), 4,3 km

- Gründau (Litterbach[A 1]) (rechts), Langenselbold-Klosterberg, 30,2 km
  - Bocksgraben (links), 4,0 km
  - Waschbach (rechts), 9,7 km
  - Bach vom Großen Reffenkopf (rechts), 1,8 km 
    - Hohe-Hart-Bach (links), 2,7 km

  - Gettenbach (links), 3,6 km
    - Spielmannsgraben (links), 1,2 km

  - Mittel-Gründau-Bach (rechts), 3,7 km
  - Kleiner Bach (links), 5,1 km
  - Wehrbach (rechts), 4,4 km
    - Leimbachsgraben (rechts), 1,4 km
- Landwehrbach (rechts), Erlensee-Rückingen, 2,4 km

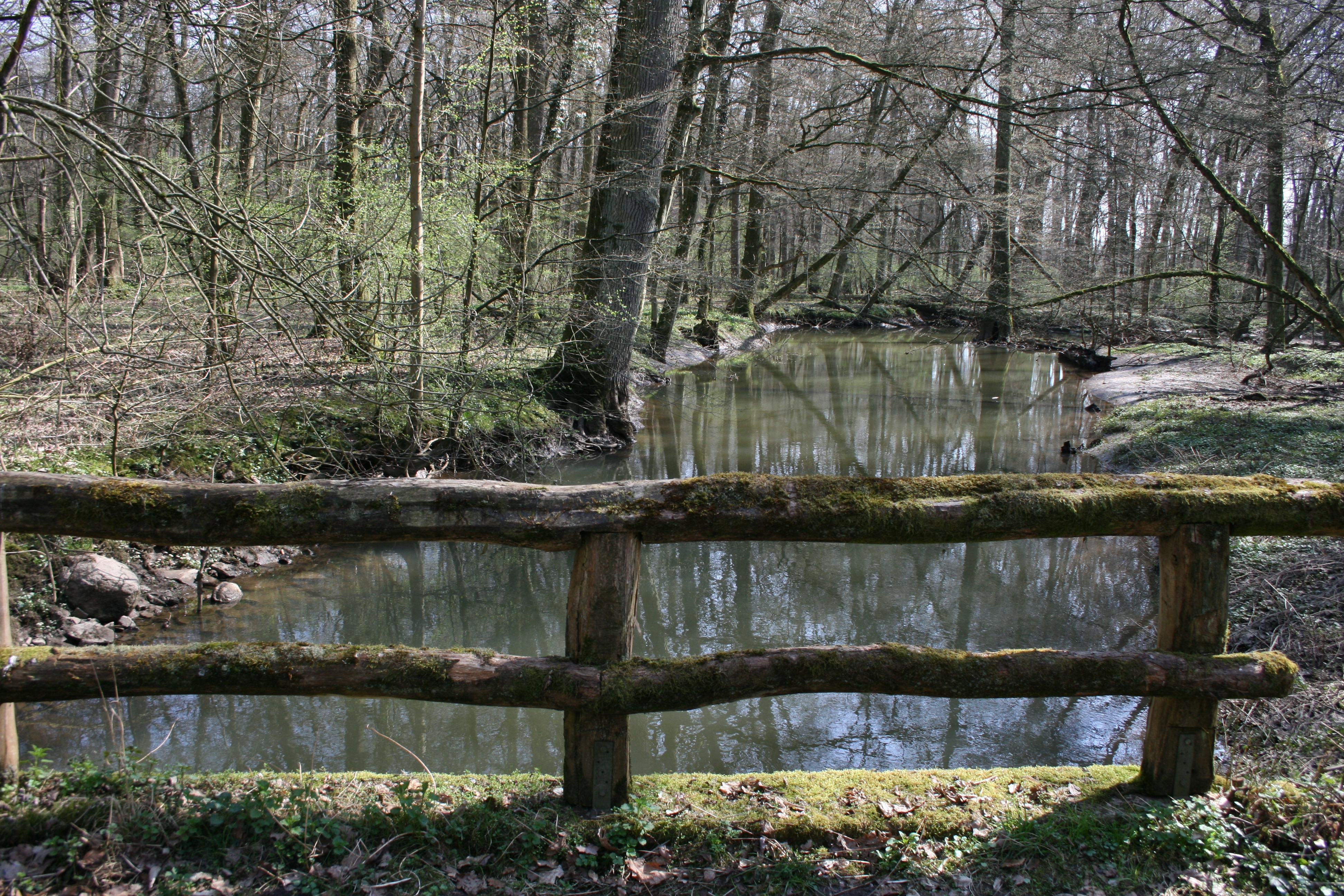
Die Lache

- Lache (Rodenbach[A 1]) (links), Hanau-Wolfgang, 12,4 km
- Doppelbiergraben (links), 5,0 km, Hanau-Wolfgang

- Fallbach (rechts), Hanau, 24,2 km

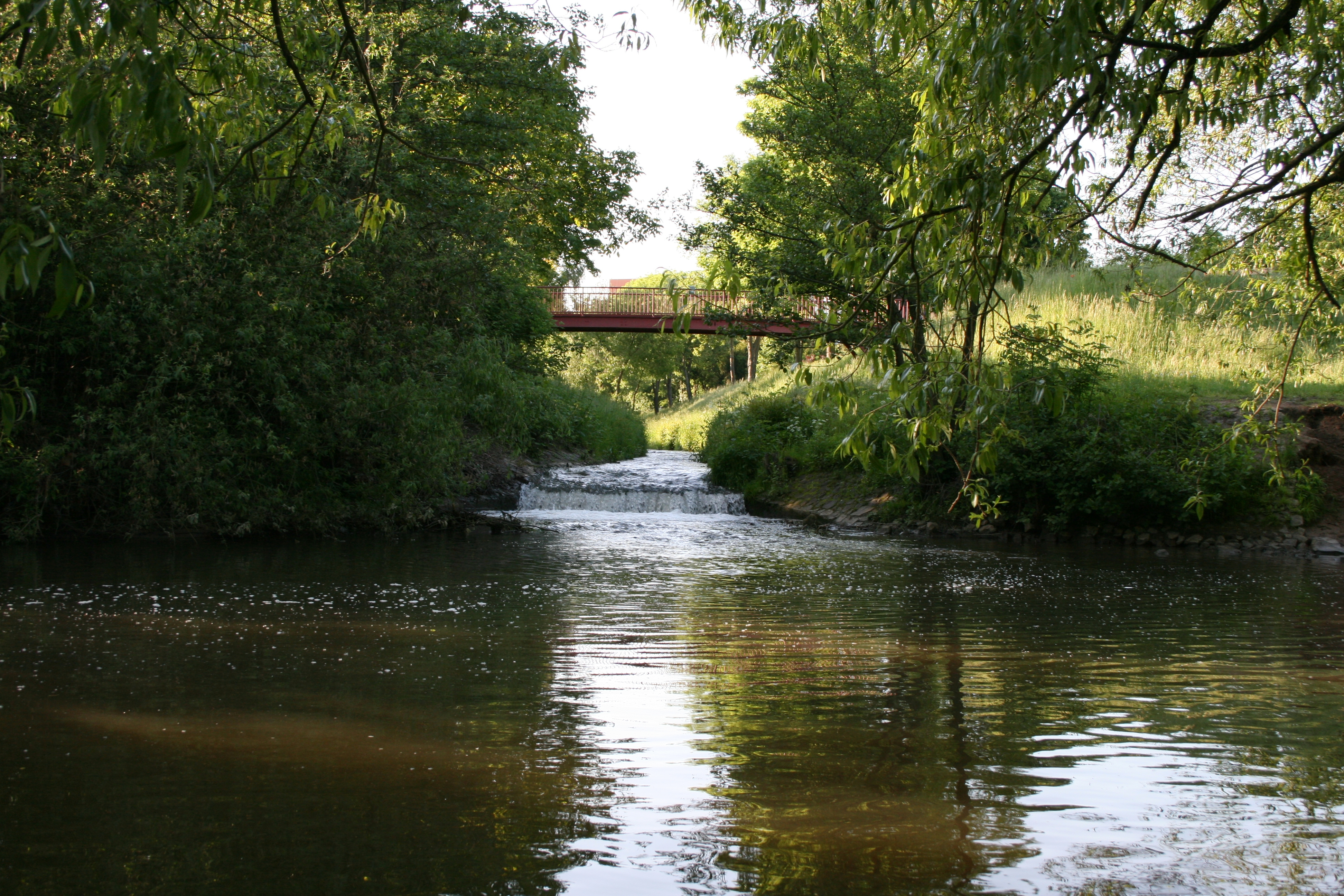
Mündung des Fallbachs in die Kinzig

  - Michelsgrundgraben  (rechts), 0,9 km
  - Sauweidegraben  (rechts), 1,5 km
  - Taubersbach (rechts)
  - Rübschichbach (rechts)
  - Krebsbach (rechts)
    - Weidgraben (rechts), 1,2 km
    - Hammerbach (links), 3,0 km
    - Eschbach (Firzenfließ[A 1]) (rechts), 4,7 km
    - Riedbach (rechts), 3,7 km
    - Kreuzweidegraben (rechts), 1,7 km
    - Kirchbach (Blochbach) (rechts), 3,7 km
    - Bach von Mittelbuchen (rechts), 2,9 km
- Salisbach (rechts), Hanau-Kesselstadt, 2,6 km